# كلاوس بيرغر (أستاذ جامعي)
كلاوس بيرغر (بالألمانية: Klaus Berger) هو عالم عقيدة ألماني، ولد في 25 نوفمبر 1940 في هيلدسهايم في ألمانيا.